# LEDA 1000714
LEDA 1000714는 컵자리 방향으로 약 110 메가파섹 떨어진 고리 은하이다.

## 외부 은하와의 상호 작용
NGC 3660 옆에서 상호 작용을 한다. 거리는 서로 약 5,000 광년 정도 떨어져 있으며, 5억 년 이내로 상호 작용을 끝낼 것이다.

## 특징 및 형태
고리 은하이지만, 세부적인 특징은 잘 알려지지 않았다. 2017년에 새로이 발견되었으며, 긴 고리는 다른 은하가 관통하면서 생긴 것으로 추정된다.

## 나이
1억 3,000만 살로, 우리 은하에 비해 다소 어리며, 고리는 은하의 전체적인 부분보단 젊을 것이다.